# El licenciado Vidriera
El licenciado Vidriera (em português O licenciado Vidraça) é um dos relatos que compõem as Novelas exemplares de Miguel de Cervantes, publicadas originalmente em 1613 por Juan de la Cuesta. Costuma-se classificá-la entre as novelas realistas, centradas na descrição de personagens e situações verossímeis e descrita com técnica realista.

## Argumento
O estudante Tomás Rodaja vai a Salamanca estudar acompanhado de um nobre e ali se licencia com honras; viaja por diversas cidades da Itália, mas perde a razão por causa de uma poção do amor que lhe dão secretamente. Acredita ter corpo de vidro muito frágil, e fica obcecado com a ideia de quebrar-se em mil pedaços. Contudo, sua agudeza é surpreendente e todos consultam-no pedindo conselho. Finalmente, recobra o juízo, mas ninguém o contrata nem vai visitá-lo.

## Crítica
Utilizando seu breve argumento como marco, El licenciado Vidriera é uma coleção de aforismos e ensinamentos úteis e morais, muito similar às miscelâneas tão comuns no Século de Ouro, como a Silva de varia lección, de Pero Mexía, ou o Jardín de flores curiosas, de Antonio de Torquemada, por exemplo.
Em seu argumento, El licenciado Vidriera tem algumas semelhanças com o Dom Quixote: o personagem principal é um homem discreto e inteligente, que, devido a uma leitura descontrolada perde o senso e se converte em monomaníaco. No caso do Quixote, se convence ser um cavaleiro andante, no caso do licenciado, acredita ter-se convertido em cristal. Contudo, na novela exemplar a loucura do personagem não é mais que uma desculpa, apenas desenvolvida, para a apresentação de ensinamentos gerais, enquanto que a de Dom Quixote se desenvolve e se apresenta com uma infinidade de matizes ao longo da obra.

## Curiosidade
Licenciado vidriera está incluído no Diccionario de la lengua española de la Real Academia Española como pessoa excessivamente delicada e tímida.

## Traduções para o português
- Miguel de Cervantes. "O licenciado Vidriera". In Novelas exemplares. Tradução de Darly Nicolana Scornsienchi. São Paulo: Abril Cultural, 1970. p. 171.